# Аланович, Владан
Владан Аланович (хорв. Vladan Alanović, род. 3 июля 1967 года) — хорватский профессиональный баскетболист. Серебряный призёр летних Олимпийских игр 1992 года в Барселоне, а также двукратный бронзовый призёр европейских чемпионатов 1993 и 1995 годов.

## Достижения
- Чемпион Хорватии: 1993—1996
- Обладатель Кубка Хорватии: 1996
- Чемпион России: 2000
- Чемпион NEBL: 2000